# Mustafa Merlika
Mustafa Merlika, född 15 mars 1887 i Kruja i osmanska riket, död 27 december 1958 i New York i USA, var en albansk politiker.
Merlika var en av undertecknarna av den albanska självständighetsförklaringen 1912.[källa behövs]